# Hospital Alberto Sabogal Sologuren
El Hospital Nacional Alberto Sabogal Sologuren, antes llamado Policlínico Obrero del Callao, es un centro hospitalario público peruano, situado en el Callao y administrado por EsSalud.

## Historia
El 8 de septiembre de 1941, durante el primer gobierno de Manuel Prado Ugarteche, el Seguro Social inauguraba el primer hospital de esta institución ubicado en la Provincia Constitucional del Callao y que tenía el nombre de Policlínico Obrero.
En 1982, fue inaugurado como Hospital Alberto Sabogal; en honor del Dr. Alberto Sabogal, quien fue pionero de la cirugía del hígado en el Perú. Fue el primero en realizar con éxito la hepatectomía parcial en la cura radical del cáncer del hígado.
En 2013, es elevado de nivel a Hospital Nacional; y renombrado Hospital Nacional Alberto Sabogal Sologuren.

## Especialidades
Las especialidades son las siguientes:
- Anatomía Patológica
- Anestesiología
- Cardiología
- Cirugía de Cabeza y Cuello
- Cirugía General
- Cirugía pediátrica
- Cirugía de Tórax y Vascular
- Cuidados Intensivos
- Dermatología
- Emergencia
- Endocrinología
- Gastroenterología
- Ginecología y Obstetricia
- Hematología
- Infectología y Tropicales
- Medicina Física y Rehabilitación
- Medicina Interna
- Nefrología
- Neumología
- Neurocirugía
- Neurología
- Oncología
- Ortopedia y Traumatología
- Otorrinolaringología
- Patología Clínica
- Pediatría
- Psicología
- Urología

## Red Prestacional Sabogal
El Hospital Alberto Sabogal atiende a más de un millón y medio de asegurados referidos de 23 centros asistenciales que conforman la Red Prestacional Sabogal, en la que el hospital chalaco es el de mayor resolución.
Atiende pacientes referidos del Cono Norte, Lima Centro, Provincias del Callao, Canta y Norte Chico, como por ejemplo de: Callao, Carabayllo, Comas, San Martín de Porres, San Miguel, Pueblo Libre, Ventanilla, Puente Piedra, Huacho, Huaral, Chancay, Paramonga, Canta, Barranca, Oyón, Huaura, entre otros.
Los siguientes establecimientos de salud pertenecen a la Red Desconcentrada III Sabogal de Lima y Callao:
- Hospital Nacional Alberto Sabogal Sologuren
- Hospital II Lima Norte - Callao “Luis Negreiros Vega”
- Hospital II Gustavo Lanatta Luján - Huacho
- Hospital I Marino Molina Scippa
- Hospital I Octavio Mongrut Muñoz (más su Villa para atención del COVID-19)
- Policlínico El Retablo - Comas
- Policlínico de Complejidad Creciente Metropolitano del Callao
- Policlínico Fiori
- CAP III Hna. María Donrose Sutmöller
- CAP III Pedro Reyes Barboza - Barranca
- CAP III Huaral
- CAP III Puente Piedra
- CAP III Carabayllo
- CAP II Chancay
- CAP II Paramonga
- CAP I Raura
- CAP II Sayán
- CAP I Humaya
- CAP I Oyón

IPRESS
- San Bartolomé - Huacho

APP
- Hospital Alberto Leopoldo Barton Thompson
- Policlínico Alberto Barton Thompson